# 建義 (雍道晞)
建義（けんぎ）は南北朝時代の梁において巴西（現在の四川省閬中）で発生した農民反乱の指導者雍道晞が建てた私年号。500年。

## 西暦との対照表
| 建義 | 元年  |
| 西暦 | 500年 |
| 干支 | 庚辰  |